# Alice im Wunderland: Hinter den Spiegeln
Alice im Wunderland: Hinter den Spiegeln (Originaltitel: Alice Through the Looking Glass) ist ein US-amerikanischer Abenteuer-Fantasyfilm von James Bobin, basierend auf dem Roman Alice hinter den Spiegeln von Lewis Carroll, der Fortsetzung zu Alice im Wunderland, die bereits 2010 mit Alice im Wunderland neu verfilmt wurde. Das Drehbuch schrieb Linda Woolverton, während Tim Burton, der im Vorgängerfilm Regie geführt hatte, hier als Produzent fungierte. Der Film wurde in den USA am 27. Mai 2016 veröffentlicht, in Deutschland bereits am 25. Mai 2016.

## Handlung
Alice Kingsleigh hat das Schiff ihres Vaters geerbt und kehrt mit diesem nach drei Jahren von einer Handelsreise aus China zurück, bei der sie sich in der Straße von Malakka gegen einen Angriff von malaysischen Piraten behaupten muss. In der Heimat muss sie erfahren, dass ihre Mutter während ihrer Abwesenheit das Haus an Lord Hamish Ascot überschrieben hat, der einst vergeblich um Alices Hand angehalten hatte. Um das Haus zurückzuerhalten, soll Alice ihm das Schiff ihres Vaters, die Wonder, überschreiben. Enttäuscht und wütend zieht sie sich in einen Raum der Ascots zurück, in welchem sie durch einen Spiegel in das Wunderland flüchtet.
Dort sind ihre Freunde und die weiße Königin in großer Sorge um den Hutmacher, der glaubt, dass seine vermeintlich vom Jabberwocky getötete Familie noch am Leben sei. Die weiße Königin meint, dass nur die Rückkehr der Familie des Hutmachers dessen Leben retten könne. Alice müsse sich dafür aber mithilfe der Chronosphäre, einer Art Zeitmaschine, die sich in den Händen der Zeit befindet, in die Vergangenheit begeben. Zeit ist laut ihrer Aussage ein „er“. Alice will alles tun, um ihren Freund, den Hutmacher zu retten und begibt sich in den Palast von Zeit, wo sie diesem die Chronosphäre entwendet. Verfolgt von Zeit, der die Chronosphäre zum Überleben braucht, begibt sie sich in die Vergangenheit.
Als Alice auf dem Meer aller Zeit von „Zeit“ angegriffen wird, kommt sie vom Weg ab und bereist statt des Schreckensfurcht-Tages den Tag, an dem Iracebeth zur Königin gekrönt werden soll, aufgrund ihrer unbeherrschten Art aber vom Vater zugunsten ihrer jüngeren Schwester Mirana in der Thronfolge übergangen wird. Iracebeth bricht deswegen mit ihrer Familie und schwört der Familie des Hutmachers Rache, nachdem diese sie aufgrund ihres übergroßen Kopfes ausgelacht hatte.
Weiter zurück in der Vergangenheit trifft Alice den Hutmacher als Kind und sieht, wie dieser scheinbar von seinem Vater emotional zurückgewiesen wird. Es ist der Tag, an dem die junge Iracebeth einen Unfall erleidet, in welchem ihr Hass auf ihre Schwester begründet ist. Durch eine Lüge von Mirana wird Iracebeth von beider Mutter des Diebstahls bezichtigt; Iracebeth verlässt wütend das Schloss und wird sich den Kopf anstoßen, was dessen künftigen Riesenwuchs begründet. Alice versucht den Unfall zu verhindern, indem sie das eigentliche Hindernis – eine von Fröschen getragene Standuhr – mit ihrem Körper zur Seite stößt. Iracebeth jedoch stolpert im Rennen über den Saum ihres Kleides und stößt sich den Kopf an einem Sockel. Alice erkennt dadurch, dass man die Vergangenheit nicht ändern kann.
Plötzlich wird Alice von Zeit überrascht, welcher sie auffordert ihm die Chronosphäre zurückzugeben.
Alice willigt nicht ein und flüchtet durch einen Spiegel zurück in die reale Welt. Dort wacht sie in einer Anstalt auf und soll behandelt werden. Ihre Mutter erklärt ihr, dass Hamish sie hierher gebracht habe und sie auf dem Weg hierher wirres Zeug geredet habe, woraufhin Alice bemerkt, dass sie die Chronosphäre verloren hat. Als der Doktor ihr eine Spritze geben soll, betäubt er jedoch sich selbst durch Alice’ Hand und sie ergreift die Flucht und fährt mit einer gestohlenen Kutsche zurück zum Anwesen der Ascotts, wo sie mit der wiedergefundenen Chronosphäre zurück ins Wunderland flieht.
Sie reist zu dem Tag, an dem das Dorf der Hutmacher-Familie vom Jabberwocky zerstört und die Hutmacher-Familie scheinbar getötet wird. Dort sieht sie, dass die Hutmacher überlebt haben, aber von Iracebeth, der Roten Königin, dem Jabberwocky und ihren Soldaten gefangen genommen wurden. Mit der Erkenntnis, dass der Hutmacher in seinem Glauben, dass seine Familie noch am Leben ist, Recht hatte, reist Alice zurück in die Gegenwart. Dort liegt der Hutmacher im Sterben, erholt sich aber, als Alice ihm sagt, dass sie ihm in Bezug auf seine Familie glaubt. Alice, der Hutmacher, Mirana und ihre Freunde machen sich auf den Weg zum Schloss der Roten Königin, um die Hutmacher-Familie zu befreien. Dort angekommen, finden Alice und der Hutmacher dessen Familie, welche stark verkleinert in einem Ameisenterrarium gefangen gehalten wird. Die Rote Königin nimmt alle Eindringlinge in ihrem Schloss gefangen. Sie entnimmt Alice die Chronosphäre, um mit dieser und ihrer Schwester in die Vergangenheit zu reisen, zu dem Tag, an dem Iracebeth den folgenschweren Unfall erlitt. Mirana und Iracebeth erreichen den Zeitpunkt, als sie selbst, damals noch Kinder, von der Mutter mit dem Vorwurf des Diebstahls konfrontiert werden, und Mirana ihre Schuld durch eine Lüge auf Iracebeth schiebt. Als sich Iracebeth und ihr jüngeres Ich begegnen, kommt es zu einem Zeitparadoxon, welches ein Stillstehen der Zeit auslöst. Das ganze Unterland wird vereist. Mit einbezogen Zeit selbst und Alices Freunde. Die aus ihrer Gefangenschaft entkommene Alice kann in letzter Sekunde die Chronosphäre zurück in Zeits Palast bringen und so den endgültigen Stillstand der Zeit verhindern.
Mirana bittet daraufhin ihre Schwester um Vergebung für die folgenschwere Lüge, was diese annimmt. Die beiden versöhnen sich. Der Hutmacher ist mit seiner Familie wiedervereint und Alice reist zurück in ihre Realität, wo sie in jenem Moment erscheint, als ihre Mutter das Schiff an Hamish überschreiben will. Sie überlässt ihrer Mutter die Entscheidung über das Schiff, woraufhin diese die Unterschrift unter den Vertrag verweigert. Mutter und Tochter Kingsleigh gründen mit ihrem Schiff eine erfolgreiche Handelslinie nach China.

## Produktion

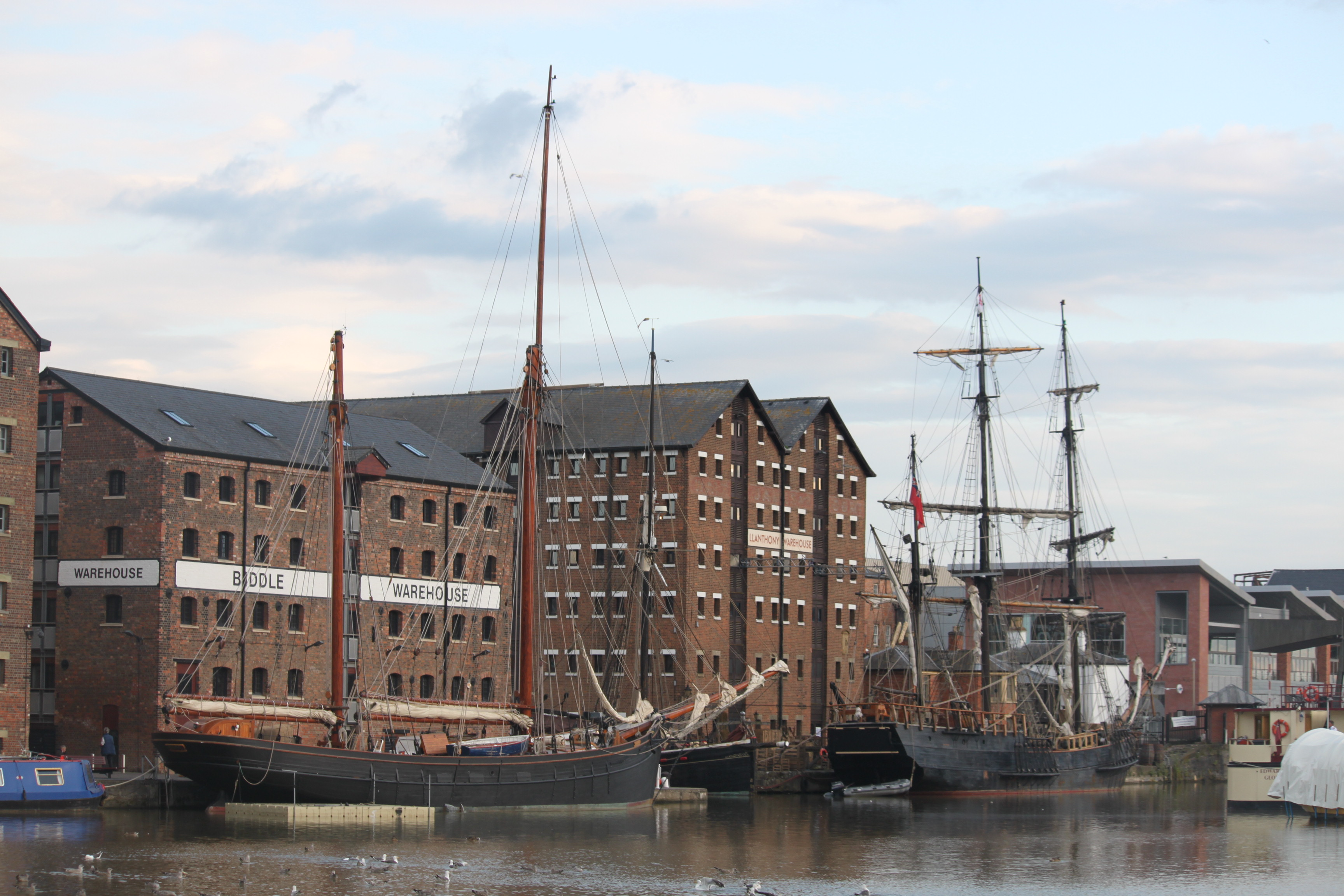
Schiffe in den Gloucester Docks für die Dreharbeiten zu Alice im Wunderland: Hinter den Spiegeln. August 2014

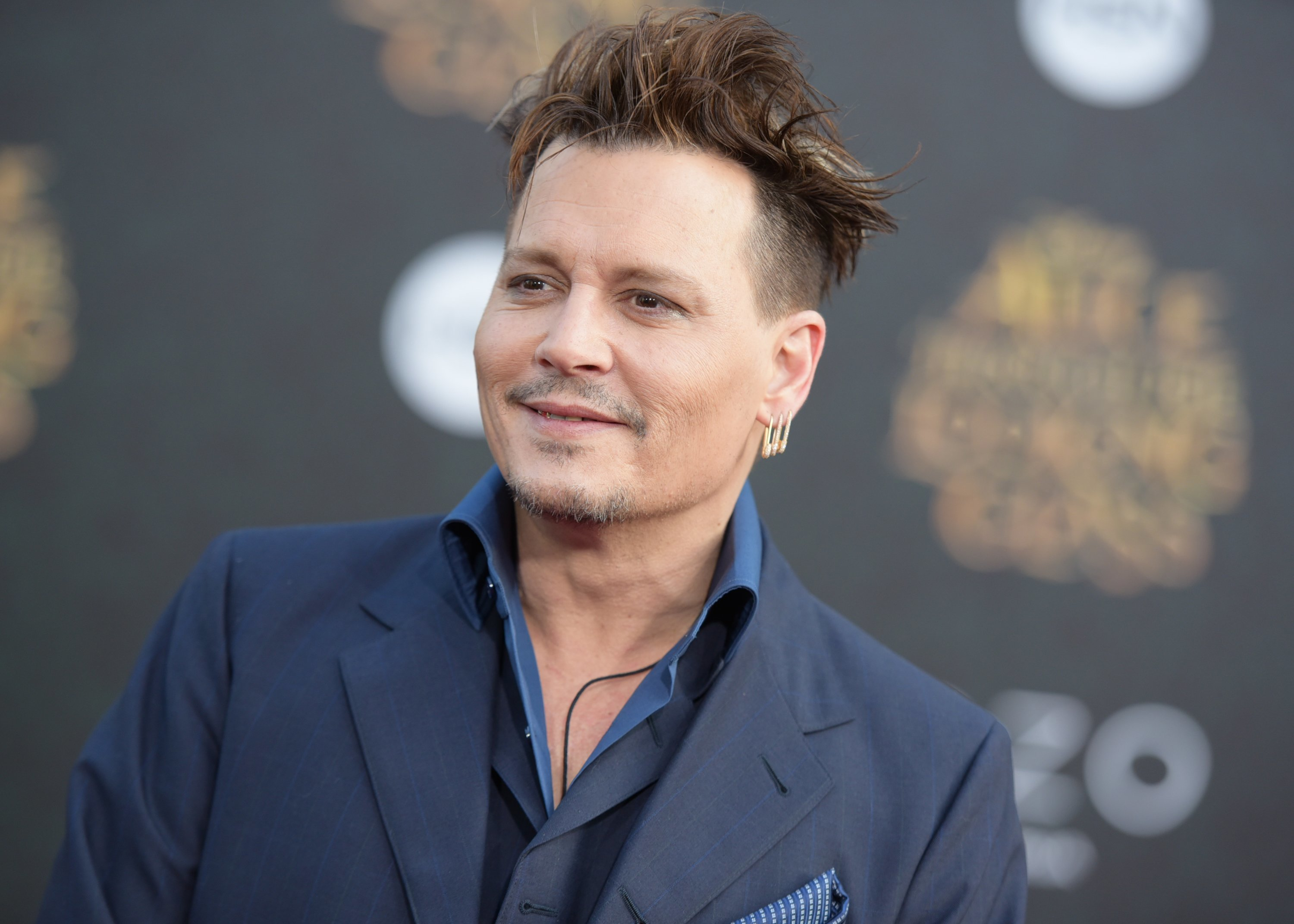
Johnny Depp bei der französischen Premiere des Films

Am 7. Dezember 2012 gab das Branchenblatt Variety bekannt, dass eine Fortsetzung zu Alice im Wunderland entwickelt werde, zu der Linda Woolverton erneut das Drehbuch schreibt. Ende Mai 2013 war James Bobin im Gespräch für die Regie des Projekts, das zu der Zeit unter dem Arbeitstitel Alice in Wonderland: Into the Looking Glass firmierte. Im Juli 2013 wurde bekanntgegeben, dass Johnny Depp wieder als Hutmacher zu sehen sein wird, während im November die Rückkehr von Mia Wasikowska bestätigt wurde. Im selben Monat wurde das Veröffentlichungsdatum verkündet und Bobin als Regisseur bestätigt. Am 21. Januar 2014 wurde der Titel des Films in Alice in Wonderland: Through the Looking Glass geändert. Die Rolle des Antagonisten Zeit ging am selben Tag an Sacha Baron Cohen. Helena Bonham Carter bestätigte ihre Rolle im März 2014; im Mai wurde zudem Rhys Ifans als Zanik Hightopp, dem Vater des Hutmachers bestätigt.
Die Dreharbeiten begannen am 4. August 2014 in den Shepperton Studios. Anschließend wurde in den Gloucester Docks unter Verwendung folgender historischer Schiffe gedreht: „Kathleen and May“, „Irene“, „Excelsior“ und der „Earl of Pembroke“, wobei letzteres für den Film in „The Wonder“ umbenannt wurde. Die Dreharbeiten endeten am 31. Oktober 2014.
Am 15. April 2016 wurde der offizielle Titelsong Just Like Fire von der US-amerikanischen Sängerin Pink veröffentlicht.

## Besetzung und Synchronisation
Die deutschsprachige Synchronisation entstand bei der FFS Film- & Fernseh-Synchron nach einem Dialogbuch von Axel Malzacher, der auch die Dialogregie übernahm.
| Rolle                                     | Schauspieler / Sprecher | deutscher Sprecher       |
| ----------------------------------------- | ----------------------- | ------------------------ |
| Alice Kingsleigh                          | Mia Wasikowska          | Marie-Luise Schramm      |
| Tarrant Hightopp, der verrückte Hutmacher | Johnny Depp             | David Nathan             |
| Tarrant Hightopp (jung)                   | Louis Ashbourne Serkis  |                          |
| Mirana, die weiße Königin                 | Anne Hathaway           | Marie Bierstedt          |
| Mirana (jung)                             | Amelia Crouch           | Anwen Ortiz              |
| Iracebeth, die rote Königin               | Helena Bonham Carter    | Vera Teltz               |
| Iracebeth (jung)                          | Leilah de Meza          | Zalina Sanchez           |
| Zeit                                      | Sacha Baron Cohen       | Markus Pfeiffer          |
| Zanik Hightopp, Tarrants Vater            | Rhys Ifans              | Thomas Nero Wolff        |
| König Oleron                              | Richard Armitage        | Torben Liebrecht         |
| Königin Elsemere                          | Hattie Morahan          | Maria Koschny            |
| Helen Kingsleigh                          | Lindsay Duncan          | Eva Kryll                |
| Hamish Ascot                              | Leo Bill                | Tobias Nath              |
| Lady Ascot                                | Geraldine James         | Kerstin Sanders-Dornseif |
| Alexandra Ascot                           | Joanna Bobin            | Christin Quander         |
| James Harcourt                            | Ed Speleers             | Ricardo Richter          |
| Weißes Kaninchen                          | Michael Sheen           | Norman Matt              |
| Dideldum & Dideldei                       | Matt Lucas              | Tobias Müller            |
| Bayard                                    | Timothy Spall           | Reiner Schöne            |
| Grinsekatze                               | Stephen Fry             | Gerd Wameling            |
| Haselmaus                                 | Barbara Windsor         | Monika John              |
| Absolem                                   | Alan Rickman            | Bernd Rumpf              |
| Thackery, der Märzhase                    | Paul Whitehouse         |                          |
| Wilkins                                   | Matt Vogel              | Rainer Guldener          |
| Humpty Dumpty                             | John Sessions           | Hans Hohlbein            |

## Kritiken
Die Kritiker von TV Spielfilm bewerteten den Film als „effektgeladenes Märchenspektakel“. Der Film sei gegenüber dem ersten Teil „Prequel und Sequel zugleich“ und „eine würdige Fortsetzung für alle, die den ersten Teil mochten“. Die 3D-Effekte seien jedoch „unharmonisch“.
Die Welt schrieb: „Für jeden Carrollianer eine Produktenttäuschung.“ Zwar wird Sacha Baron Cohen als die Zeit gelobt, aber der Film wird als zu frei, insbesondere die feministische Sichtweise sowie die Schifffahrtssequenzen Alices werden stark kritisiert und als zu radikal und überladen bezeichnet. „Alan Rickman gibt seine letzte Rolle.“